# Френсис Галтон
Сер Френсис Галтон (енгл. Francis Galton, 16. фебруар 1822 - 17. јануар 1911) је био енглески статистичар, социолог, психолог, анторополог, еугеничар, географ, проналазач, метеоролог и про-генетичар. Проглашен витезом 1909. године.
Галтон је написао преко 340 радова и књига. Он је такође створио статистички појам корелације (узајамности) и широко промовисану регресију ка средини. Он је био први који је применио статистичке методе за проучавање људских разлика и наслеђа интелигенције, и увео је у употребу упитнике и анкете за прикупљање података о људским заједницама, који су му били потребни за генеалошке и биографске радове и за своја антропометријска истраживања.
Био је пионир еугенике, тај израз је сам осмислио као и фразу "природа у односу на одгој". Његова књига "Наследни геније" (1869) била је први, друштвени, научни покушај да се изучи генијалност и величина. 
Као истражитељ људског ума, он је основао психометрију (науку о мерењу менталних способности) и диференцијалну психологију и лексичку хипотезу личности. Он је смислио метод за класификацију отисака прстију који су се показали корисним у форензици. Он је такође спровео истраживање о моћи молитве, закључивши да није имао ниједну од својих нулл утицаја на дуговечност оних који се моле. Његова потрага за научним принципима различитих феномена проширена је и на оптималном начину за прављење чаја.
Као иницијатор научне метеорологије, он је осмислио прву метеоролошку карту, предложио је теорију антициклона, и био је први koji је успоставио потпуну евиденцију краткорочних климатским појавама на европском нивоу. Он је такође измислио Галтонов звиждук за тестирање диференцијалних способности слуха. Он је био полу рођак Чарлса Дарвина.

## Биографија

### Детињство и младост
Галтон је рођен у Ларчерсу, великој кући у области Спаркбрук близу Бирмингема у Енглеској, саграђеној на месту Фер Хил, бивши дом Џозефа Пристлија, коју је ботаничар Вилијам Витхеринг преименовао. Он је био Дарвинов рођак, имали су заједничког деду, Ерамуса Дарвина. Његов отац је Самујел Терције Галтон, син Самујела "Џона" Галтона. Галтони су били познати и веома успешани Квекер произвођачи оружија и банкари, а Дарвини су се истицали у науци и медицини.
Обе породице су хвалили чланови Краљевског друштва. Ерасмус Дарвин и Самуел Галтон су оснивачи чувеног Лунарног друштва у Бирмингему, чији су чланови Болтон, Ват, Ведгвуд, Пристли, Еџворт, и други истакнути научници и индустријалци. Исто тако, обе породице су познате по својим књижевним талентима: Ерасмус Дарвин је састаио неколико дугих расправа у стиху; Галтонова тетка Мери Ен Галтон је писала о естетици и религији, а њена значајна аутобиографија детаљно описује јединствен амбијент њеног детињства који насељавају припадници Лунарног друштва.
Галтон је важио за чудо од детета - са две године је почео да чита; са пет је знао мало грчки, латински и дугу поделу, а са шест година је прешао на књиге за одрасле, укључујући и Шекспира за задовољство, и поезије, коју је цитирао надугачко (Балмер, 2003. стр. 4). Касније у животу, Галтон ће предложити везу између генијалности и лудила на основу сопственог искуства. Он је навео, "Мушкарци који остављају свој траг на свету су врло често они који, као надарени и пуни нервне моћо, су истовремено прогањани доминантаном идејом, па су стога унутар мерљиве удаљености од лудила". 

### Средње доба
Он је постао веома активан у британском Удружењу за унапређење науке, представљајући много радова са најразличитијим темама на својим састанцима од 1858. до 1899. године (Балмер, 2003. стр. 29). Он је био генерални секретар од 1863. до 1867. године, председник Географске секције 1867. и 1872. и председник Антрополошке секције 1877. и 1885. био је активан и у Савету Краљевског географског друштва више од четрдесет година, у разним комисијама Краљевског друштва и Метеоролошком савету.
У овом периода, Галтон је написао контроверзно писмо Тајмсу (Times ) под називом "Африка за Кинезе", где он тврди да су Кинези, као раса која је у стању високе цивилизације и (по његовом мишљењу) само привремено закржљала недавним неуспесима кинеских династија, треба је подстицати да емигрира у Африку и да раселе абориџанске црнце.

### Финално доба
У покушају да се дође до шире публике, Галтон радио на роману под називом Кантсејвер од маја до децембра 1910. године. Роман је описао утопију организовану од стране еугенетичке религије, дизајниран да се размножавају спремнији и паметнији људе. Његови необјављени списи показују да је експанзија материјала била присутна од најмање 1901. Он је понудио да Метхуену да објави његове списе, али су показали мало интересовања.

## Признања
- Сребрна медаља, Француска Географска Заједница (1854)
- Златна медаља Краљевске Заједнице (1886)
- Дарвинова медаља (1902)
- Д. Ц. Л. Оксфорд (1894)[3]

## Значајна дела
- Галтон, Френсис (1853). Нарација једног истраживача у Јужној Африци. Лондон.
- Галтон, Ф. (1869). Наследни геније. Лондон: Мекмилан.
- Галтон, Ф. (1883). Упити у људску способност и њен развој. Лондон: J. M. Dent & Company
- Галтон, Ф. (1889). Природне баштине. Лондон: Мекмилан.